# 杏仁結螺
杏仁結螺（学名：Cronia buccinea）为骨螺科擬岩螺屬下的一个种。